# Потенца

Потенца (італ. Potenza) — місто та муніципалітет в Італії, у регіоні Базиліката, столиця провінції Потенца.
Потенца розташована на відстані близько 320 км на південний схід від Рима.
Населення — 67 348 осіб (2014).
Щорічний фестиваль відбувається 30 травня. Покровитель — San Gerardo.

## Демографія
Населення за роками:

Станом на 1 січня 2023 року в муніципалітеті офіційно проживало 1612 іноземців з 81 країни, серед них 500 громадян країн Євросоюзу та 70 громадян України.

## Клімат
| Потенца              | Місяці | Місяці | Місяці | Місяці | Місяці | Місяці | Місяці | Місяці | Місяці | Місяці | Місяці | Місяці | Пора | Пора | Пора | Пора | Рік  |
| Потенца              | Січ    | Лют    | Бер    | Кві    | Тра    | Чер    | Лип    | Сер    | Вер    | Жов    | Лис    | Гру    | Зим  | Вес  | Літ  | Осі  | Рік  |
| -------------------- | ------ | ------ | ------ | ------ | ------ | ------ | ------ | ------ | ------ | ------ | ------ | ------ | ---- | ---- | ---- | ---- | ---- |
| Темп. макс. (°C)     | 6.5    | 7.1    | 9.9    | 13.3   | 18.1   | 22.2   | 25.5   | 25.8   | 21.9   | 16.6   | 11.5   | 8.1    | 7.2  | 13.8 | 24.5 | 16.7 | 15.5 |
| Темп. мін. (°C)      | 0.9    | 1.0    | 2.6    | 5.1    | 9.2    | 12.7   | 15.2   | 15.6   | 12.8   | 9.0    | 5.2    | 2.4    | 1.4  | 5.6  | 14.5 | 9    | 7.6  |
| Роза вітрів (Вузлів) | W 5.7  | W 6.0  | W 5.6  | W 5.5  | W 5.0  | W 4.9  | W 5.1  | W 4.9  | W 4.8  | W 4.7  | W 5.3  | W. 5.5 | 5.7  | 5.4  | 5    | 4.9  | 5.3  |

## Сусідні муніципалітети
- Анці
- Авільяно
- Бриндізі-Монтанья
- Пічерно
- П'єтрагалла
- Піньола
- Руоті
- Тіто
- Вальйо-Базиліката

## Відомі особистості
В поселенні народилась:
- Лучана Ламорджезе (* 1953) — італійська державний службовець і політичний діяч.
- Етторе Чіккотті (* 1863) — італійський історик і політик, член палати депутатів і сенату.

## Спорт
- Потенца